# Diplazium ballivianii
Diplazium ballivianii là một loài dương xỉ trong họ Athyriaceae. Loài này được Rosenst. mô tả khoa học đầu tiên năm 1909.